# Günter von Wüllersleben
Günter von Wüllersleben (zm. 3 lub 4 maja 1252 prawdopodobnie w Akce) – wielki mistrz zakonu krzyżackiego w latach 1250–1252.

## Życiorys
Pochodził prawdopodobnie z Hesji, z rodu, którego gniazdem była miejscowość Wüllersleben pod Stadtilm. Jako rycerz zakonny przebywał głównie w Palestynie. Znajdował się w gronie zaufanych współpracowników wielkich mistrzów: Hermana von Salzy i Henryka von Hohenlohe. Dzięki nim awansował, co pozwoliło mu brać udział w tajnych misjach dyplomatycznych na rzecz zakonu. W 1244 roku przebywał w Prusach na służbie mistrza krajowego Poppo von Osterna. Günter von Wüllersleben na wielkiego mistrza krzyżackiego wybrany został w 1250 roku przez kapitułę generalną zebraną w Akce. Jako zwierzchnik zakonu rezydował w Palestynie i prawdopodobnie nie opuszczał Akki. Podczas pełnienia urzędu starał się pogodzić dwa zwaśnione stronnictwa, które w tym czasie wykrystalizowały się w szeregach braci i demoralizowały życie zakonne. Wysyłał częste misje kontrolne do odległych prowincji i nadzorował dyscyplinę. Udało mu się na krótko przezwyciężyć rozłam w kapitule zakonnej, do którego zmierzała frakcja propapieska. Zmarł najprawdopodobniej w Akce 3 albo 4 maja 1252 roku.